# アイコトバ (サクラメリーメンの曲)
「アイコトバ」は、サクラメリーメンの楽曲。同グループ通算8枚目のシングルとして2011年11月9日にLantisから発売された。

## 解説
- 前作「リリィの愛の歌」より3年ぶりのシングル。
- バンド初のテレビアニメ主題歌に起用された[1]。
- アニメ主題歌の関係上、専属先のビクターエンタテインメントからの発売でなく、バンダイビジュアル（現・バンダイナムコミュージックライブ）傘下のアニメレコード会社、ランティスからの発売となった[1]。

## 批評
CDジャーナルは、「軽快でカジュアルなギター・サウンドに伸びやかでナイーヴなヴォーカルを乗せた、繊細男子の胸キュン☆ロックン・ロール」と評した。

## 収録曲
（全作詞・作曲：小西透太、編曲：サクラメリーメン）
1. アイコトバ [4:16]
テレビアニメ「世界一初恋2」エンディングテーマ
2. 優しい君 [4:01]
3. 負けるなベイビー [3:42]

## その他
- 本作と「世界一初恋2」のオープニングテーマのシングル発売を記念して、2011年11月12日、11月19日にタワーレコード新宿店、アニメイト横浜店でトーク、ミニライブ、サイン会が行われた。
- 2017年現在、バンドにとって最後のシングルとなった。